# 丈八斗
丈八斗，舊稱為長八斗，是臺灣彰化縣二林鎮的一個傳統地域名稱，位於該鎮東南部。相較於今日行政區，其範圍大致包括西斗里、原斗里。

## 歷史
台灣清治末期至日治初期，丈八斗地區為一街庄，稱為「丈八斗庄」，隸屬於深耕堡。該庄北及東北與大排沙庄為鄰，東與崙仔庄為鄰，東南與𥕟磘庄為鄰，南邊為面前厝庄，西南邊為犁頭厝庄，西邊為後厝庄，西北邊為山藔庄。
1901年（日治明治三十四年）11月，全台廢縣廳改設二十廳，該庄隸屬於彰化廳。1903年（明治三十六年）6月，該庄編入「二林區」，隸屬於彰化廳。1909年（明治四十二年）10月，合併二十廳為十二廳，二林區改隸屬於臺中廳。1920年（大正九年），廢廳、支廳、區、街庄（舊制）改設州、郡、街庄（新制）、大字，該庄改制為「丈八斗」大字，隸屬於臺中州北斗郡二林庄。1937年，二林庄升格為二林街。
戰後二林街改制為二林鎮，隸屬於臺中縣，大字亦改制為里。1950年10月，中、彰、投分治，二林鎮改隸屬彰化縣。

## 聚落
本地區發展較早的聚落有丈八斗、頂竹圍、橋仔頭（原斗）等，在日治期初期的官方地圖上已有記載。

## 交通
縣道150號（斗苑路三段～一段）是芳苑至南投的道路，大致以西向東轉西微北—東微南走向經過本地區西部、中部、東部凸出部分南側邊界地帶。由該道路向西可前往後厝、山寮西南部、二林市區、後寮、頂廍子、芳苑並止於省道台17線路口，向東微南可前往埤頭、國道1號北斗交流道、北斗、田中、名間西北部、南投等地。
鄉道彰127線（萬原路、原竹路）是頂後厝至新莊的道路，大致以北北西—南南東走向經過本地區中部偏東的橋子頭聚落並與縣道150號相會於該聚落。由該道路向北北西可前往大排沙、萬合、舊趙甲西部的頂後厝聚落並止於縣道143號路口，向南南東可前往𥕟磘、五庄子、樹子腳西北端、樹子腳與竹塘交界地帶、竹塘東南部、竹塘與番子寮交界地帶、番子寮與下溪墘交界地帶並止於新庄聚落的田頭堤防道路路口。
鄉道彰133線是塗仔崙至丈八斗的道路，其南側端點位於本地區西南部邊界外緣的鄉道彰134線路口。由此向北入境蜿蜒而行，經縣道150號路口後轉北北東再轉東北進入丈八斗聚落，其後轉東北東再轉北北東出聚落後不遠處出境，可前往大沙排、塗子崙並止於鄉道彰129線路口。
鄉道彰133-1線是東勢至原斗的道路，其南側端點位於本地區中部偏東橋子頭聚落東郊的縣道150號路口。由此向北微東轉東微北再轉北微東出境後，可前往大沙排地區的面前崙、東勢聚落並止於鄉道133線轉角路口。
鄉道彰134線（中農路）是塗人厝至𥕟磘的道路，大致以西北西—東南東走向由本地區南部凸出部分西側邊界入境後，轉一小段東南再轉東南東走向，至竹圍子聚落轉北北東再轉東南東繞過聚落北側出境。由該道路向西北西可前往犁頭厝地區東北部的塗人厝聚落並止於鄉道彰171線路口，向東南東轉北北東再轉東北可前往𥕟磘地區西北部並止於鄉道彰127線路口。
鄉道彰136線（東西路）是西莊子至埤頭的道路，其西側端點位於本地區東部凸出部分東南角的縣道150號路口。由此向北沿邊界而行，至本地區東部凸出部分東北角轉東出境後，可前往崙子地區南部並止於鄉道彰137線路口。
鄉道彰171線是十戶子（七戶子）至九塊厝的道路，其北側端點位於本地區西部邊界南側的縣道150號路口。由此向南沿邊界而行，出境後可前往犁頭厝東北部、面前厝西北端、犁頭厝東南部、外蘆竹塘、鹿寮與九塊厝交界地帶、九塊厝並止於縣道152號路口。

## 學校
- 原斗國中
- 原斗國小